# 科斯蒂沙鄉
46°45′16″N 26°38′41″E / 46.7544°N 26.6448°E
科斯蒂沙鄉（羅馬尼亞語：Comuna Costișa, Neamț），是羅馬尼亞的鄉份，位於該國東北部，由尼亞姆茨縣負責管轄，面積27平方公里，海拔高度251米，2007年人口3,697，人口密度每平方公里139人。